# Goodfood Market
Goodfood Market Corp. (Goodfood) — канадская компания, которая осуществляет доставку различных продуктов питания на дом. Штаб-квартира компании базируется в городе Монреале, провинция Квебек. Число клиентов Goodfood превысило 300 000 человек к ноябрю 2020 года, что представляет собой 45% доли канадского рынка доставки продуктов питания на дом. Компания торгуется на Фондовой бирже Торонто под тикером FOOD.
За время своей работы Goodfood трансформировался из узко ориентированной компании в полноценный интернет-магазин, с помощью которого можно производить заказ различной еды и напитков. Также компанией предлагаются продуктовые наборы, готовые завтраки, закуски и готовые к употреблению продукты. Продукция компании Goodfood поставляется на большую часть территории Канады, охват составляет 95% населения страны.

## История

### Основание под именем Culiniste
Goodfood был создан в 2014 году Джонатаном Феррари и Нейлом Кугги, двумя бывшими инвестиционными банковскими аналитиками компании RBC Capital Markets. Оригинальное название компании при создании — Culiniste. Затем к ним присоединился предприниматель Раффи Крикорян.
Предложенные Culiniste услуги быстро обрели популярность. Рост клиентской базы составлял более сотни человек в неделю. На начальном этапе компанию продвигала известная канадская телеведущая родом из Квебека Энн-Мари Витеншоу. Благодаря её активной работе компания обрела высокую популярность в начале в Квебеке, а затем и во всей Канаде.
В 2016 году произошёл генеральный ребрендинг компании. Она изменила название с Culiniste на более известное ныне Goodfood.

### Дальнейшее развитие
В июне 2017 года Goodfood стал публично торговаться на фондовой бирже Торонто под тикером FOOD. Сделка, завершённая с помощью обратного поглощения, повысила рыночную капитализацию компании на 21 миллион долларов США. Привлечённые средства были выделены для обеспечения дальнейшего роста компании, они были использованы в значительной степени для расширения абонентской базы Goodfood и размеров занимаемых ею объектов. Компания начала процесс активного расширения в Калгари, затем открыла своё второе предприятие в Монреале, а также новый объект в Ванкувере.
Goodfood показала значительный рост после выхода на биржу. Его клиентская база увеличилась на 35%, до 31 000 человек на 31 августа 2017 года. А к 31 августа Goodfood достигла 200 000 клиентов, увеличив показатели на 125% в течение всего одного года. 
По состоянию на 30 ноября 2020 года Goodfood имела 306 000 активных клиентов. По состоянию на 28 февраля 2021 года Goodfood имела 319 000 активных клиентов.

## Деятельность
Изначально деятельность компании была сосредоточена вокруг приготовления наборов еды, которые затем доставлялись клиентам. Затем компания расширила список сервисов, в число которых вошли: готовые к употреблению блюда, различные продукты питания (в том числе оливковое масло, арахисовое масло, чай и др.), готовые наборы для завтрака, которые включают в том числе смузи и омлеты. В рамках новой программы «Bear City Business» Goodfood запустил YUMM — экономичный комплект продуктов питания, предлагающий более простые ингредиенты и продукция наиболее экономных брендов.
Важнейшие конкуренты компании — Hellofreesh (на базе одноименного немецкого сервиса) и Missfresh (Metro Inc. Boocery Giant Photiciant, который также имеет штаб-квартиру в Квебеке).